# Free cooling
Free cooling, přirozené chlazení, také chlazení s přirozeným prouděním, volné chlazení nebo chlazení venkovním vzduchem, režim ochlazování, kdy chladicí okruh využívá přirozeně danou nízkou teplotu chladicí látky k nenucenému proudění, šetří tak energii potřebné k pohonu chlazení. Nejvíce se používá v zimě díky nízké venkovní teplotě režim standardního nuceného chlazení přepne na pouhé nasávání vnějšího studeného vzduchu, kterým se ochladí vnitřní vzduch. Free cooling může používat jako chladicí médium vzduch, vodu nebo jiná chladiva.
Ochlazenou vodu lze použít okamžitě nebo ji skladovat po zvolenou dobu. Tímto způsobem systém nahrazuje chladič v tradičních klimatizačních systémech při dosažení stejného výsledku chlazení pro jednotlivé budovy nebo i sítě dálkového chlazení. Když teplota okolního vzduchu klesne na nastavenou teplotu, modulační ventil umožňuje chlazené vodě nebo její části obejít stávající chladič a protékat systémem volného chlazení, který spotřebovává méně energie a využívá nižší okolní teplotu vzduchu k chlazení zdrojů tepla nebo chladiva buď se stávajícím chladičem nebo samostatně, čímž se ušetří až 75 % energie, aniž by byly ohroženy požadavky na chlazení. Při vytápění, ventilaci a klimatizaci (HVAC) v zimních měsících mohou vnitřní prostory velkých komerčních budov potřebovat chlazení, i když obvodové prostory mohou vyžadovat vytápění. Volné chlazení je výroba chlazené vody bez použití chladiče a lze jej obecně použít na konci podzimu, v zimě a brzy na jaře v mírných pásmech. Volné chlazení není vždy zcela volné, protože chladič může být stále v provozu.

## Metody
Za předpokladu, že systém může využívat volné chlazení, existují tři způsoby využití volného chlazení: přímé, nepřímé a nepřímé s výparníkem.

### Přímé chlazení
Chlazení vody může být přímo připojené do průtoku chlazené vody chlazením zařízení. Je-li voda chlazena otevřeně, je nutné použít sítko resp. filtr, aby se odstranily nečistoty, které by se mohly do ní dostat. Úspory nákladů jsou spojeny se zvýšené riziko ucpání a koroze.

### Nepřímé chlazení
Tepelný výměník bude přenášet teplo nepřímo z chladicího okruhu zařízení nebo budovy do okruhu vnějšího chlazení pomocí výměníku. Výměník udržuje vodu chladicí věže oddělenou od chladicí kapaliny protékající chladicími hady. Chladicí voda je tak předchlazena a budova a zařízení jsou chlazené kapalinou . Úspora energie je způsobena sníženým zatížením chladiče a tím i snížením spotřeby energie. Čerpadlo musí kompenzovat tlakové rozdíly a dochází tak ke zvýšení nákladů.

### Nepřímé s výparníkem
Ventily uvnitř vodního chladiče otevírají přímou cestu mezi kondenzátorem a výparníkem . Relativně teplá tekutina v chladiči odpařuje chladivo a energie je přenášena do kondenzátoru, kde je ochlazována a kondenzována chlazením vodou z chladicí věže. Tato metoda vychází z toho, že chladivo má tendenci se pohybovat směrem k nejchladnějšímu bodu v chladicím okruhu. Úspory jsou způsobeny nečinností kompresoru, ale dmychadlo, ventilátory a čerpadla jsou všechny v provozu.

## Roční období

### Vysoká okolní teplota - léto
Pokud je teplota vratné vody z procesu stejná nebo nižší než teplota okolního vzduchu, není volné chlazení vhodné. Třícestný ventil systému obejde výměník tepla s volným chlazením a nasměruje tok tekutiny přes chladiče, kde se mají zchladit na požadovanou teplotu.

### Jaro a podzim
Pro provoz mimo sezónu je voda částečně chlazena kompresorem a částečně teplotami okolí. Procento volného chlazení závisí na venkovních teplotách. Volné chlazení začíná, když je teplota okolního vzduchu 1 °C pod teplotou vratné vody z procesu. Voda je částečně ochlazena volným chlazením a poté protéká přes chladiče, aby se dosáhlo požadované nastavené hodnoty teploty.

### Zimní provoz
V zimě, kdy jsou venkovní teploty dostatečně nízké, je voda chlazena výhradně volným chlazením. To umožňuje, aby byly kompresory chladicích jednotek vypnuté, čímž se ušetří značné množství energie. Jediný elektrický výkon používaný v zimním provozu je pro provoz ventilátoru. Toho lze dosáhnout, jakmile je teplota okolního vzduchu o 3 °C až 5 °C nižší než teplota provozní vody.

#### Omezení zimního provozu
V zimě může dojít k zamrznutí, jakmile teplota okolního vzduchu klesne pod 0 °C . Dalším omezením je teplotní rozdíl na výměníku tepla. Tepelný výměník, který má velmi nízký teplotní rozdíl napříč, se může stát ekonomicky nereálným. Ekonomika tepelného výměníku umožňuje minimální teplotu volné chladicí vody cca 5 °C . [3]

## Datové sklady
Datová centra dosáhly několika procent celosvětové spotřeby elektřiny a jsou tak významným spotřebitelem. Např. v Británii v roce 2013 kancléř George Osborne souhlasil s udělením koncese pro datová centra, aby byla vyňata ze závazku snižování emisí uhlíku (CRC) a umožnila jim vytvářet vlastní dohodu o změně klimatu (CCA). K tomu přistoupila i Evropská komise, která má do roku 2030 snížit emise skleníkových plynů v EU o 40 %. Chlazení datových center nebo serveroven vyžaduje hodně energie, proto může být volné chlazení ideálním řešením pro úsporu energie.